# Krautite
La krautite est une espèce minérale de la famille des arséniates, de formule Mn2+(AsO3OH) ·H2O. Les cristaux lamellaires ne dépassent pas 2 mm.

## Historique de la description et appellations

### Inventeur et étymologie
- Décrite en 1975[4] par François Fontan[5], chercheur au CNRS, alors qu'il ré-étudiait les collections d'arséniates de l’École nationale supérieure des mines de Paris et du Muséum de Paris. Le minéral, anciennement étiqueté hoernésite, provenait de la collection d'Émile Bertrand (No 809) de l’École des mines[6]. Il a été baptisé en l'honneur de François Kraut à la demande de François Permingeat[7].

### Topotype
GisementSacaram (autrefois Nagyag), Comté de Hunedoara, Transylvanie, Roumanie.
ÉchantillonsÉcole nationale supérieure des mines de Paris, France, No 100329, No 132295
Muséum de Vienne, Autriche, N°J8927
National Museum of Natural History, Washington D.C., États-Unis N°R10961

## Caractéristiques physico-chimiques

### Cristallochimie
Elle sert de chef de file à un groupe de minéraux isostructuraux de formule générique M(AsO3OH) ·n H2O ; où M peut représenter le manganèse ou le cuivre (n = 1 ou 2). 
Groupe de la krautite
- krautite : Mn(AsO3OH) · H2O
- yvonite : Cu(AsO3OH) · H2O

### Cristallographie
- Paramètres de la maille conventionnelle : {\displaystyle a} = 8,01 Å, {\displaystyle b} = 15,95 Å, {\displaystyle c} = 6,80 Å ; Z = 8 ; V = 863,55 Å3
- Densité calculée = 3,54 g cm−3

## Gîtes et gisements

### Gîtologie et minéraux associés
GîtologieDans les zones épithermales et hydrothermales.
Minéraux associésNagyagite, pharmacolite, quartz, rhodochrosite.

### Gisements producteurs de spécimens remarquables
- Australie

Mole River Mine, Clive, Comté de Clive, Nouvelle-Galles du Sud
- Roumanie

Sacaram (autrefois Nagyag), Comté de Hunedoara, Transylvanie (topotype)
- Tchéquie

Mine de Svornost, Jáchymov (St Joachimsthal), Krušné Hory Mts (Erzgebirge), Karlovy Vary, Bohème.